# 斯塔夫羅波萊奧斯修道院
斯塔夫羅波萊奧斯修道院（羅馬尼亞語：Mănăstirea Stavropoleos）是位於羅馬尼亞首都布加勒斯特的一座東正教修道院。斯塔夫羅波萊奧斯修道院在20世紀時被解散，但建築仍然得到保存。「斯塔夫羅波萊奧斯」的在羅馬尼亞語中的意思是十字架之城。斯塔夫羅波萊奧斯修道院是羅馬尼亞的拜占庭音樂中心之一。修道院始建於1724年。